# Otto Nachmann
Otto Nachmann (* 24. August 1893 in Karlsruhe; † 13. Januar 1961 ebenda) war ein deutscher Unternehmer und jüdischer Verbandsfunktionär.

## Werdegang
Nachmann wurde als vierter Sohn des Ehepaares Samuel Nachmann und dessen Ehefrau Friedericke, geb. Meier, in eine jüdische Familie geboren. Sein Vater hatte 1887 in Karlsruhe eine Firma für Altmaterial gegründet, der später eine Lumpensortieranstalt angeschlossen wurde. 1919 übernahm er gemeinsam mit seinem Brudor Hugo die Leitung der Geschäfte und sie entwickelten es zu einem der bedeutendsten Betriebe für die Rohstoffwiederverwertung dieser Art im süddeutschen Raum. Nach der Machtübernahme durch die Nationalsozialisten wurden die Brüder im August 1937 durch die Gestapo verhaftet und gezwungen, ihr Unternehmen zu verkaufen. Otto Nachmann emigrierte nach Frankreich.
1945 kehrte er nach Baden zurück und bekam den Familienbetrieb zurück übertragen, den er ohne seinen im KZ Auschwitz ermordeten Bruder wieder aufbaute. Daneben war er Mitglied der Industrie- und Handelskammer Karlsruhe und Präsident des Fachverbandes für Alt- und Abfallstoffe.
Nachmann, der sich schon in den 1920er und 1930er Jahren in der jüdischen Gemeinde engagiert hatte, war nach Ende des Zweiten Weltkriegs Mitbegründer der jüdischen Gemeinde Karlsruhe und von 1945 bis 1961 Vorsitzender des Oberrates der Israeliten Badens. Er war mit Hertha Nachmann geborene Homburger (1900–1990) verheiratet. Der gemeinsame Sohn Werner folgte ihm im Amt nach.

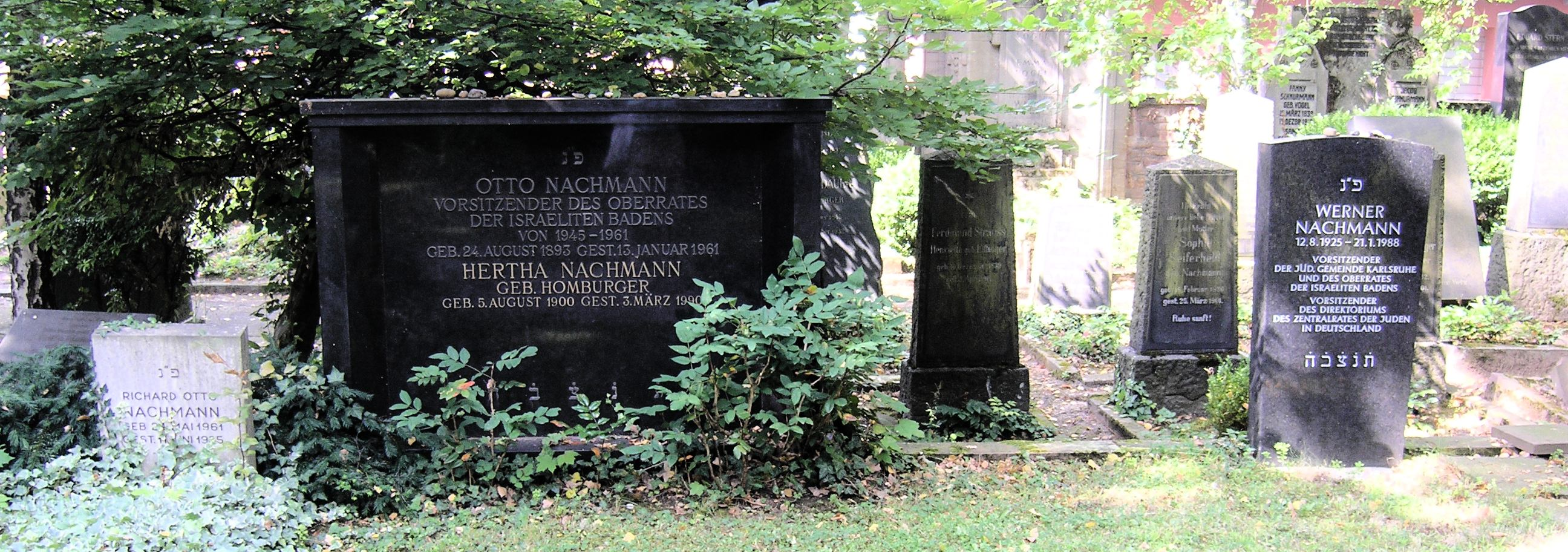
Gräber der Familie Nachmann auf dem Hauptfriedhof Karlsruhe

## Ehrungen
- 1953: Verdienstkreuz (Steckkreuz) der Bundesrepublik Deutschland